# Polijiros
Polijiros (gr. Πολύγυρος) – miejscowość w Grecji, w środkowej części Półwyspu Chalcydyckiego. Siedziba gminy Polijiros, w jednostce regionalnej Chalkidiki, w regionie Macedonia Środkowa. W 2011 roku liczyła 6121 mieszkańców.